# 취성-연성 전이대

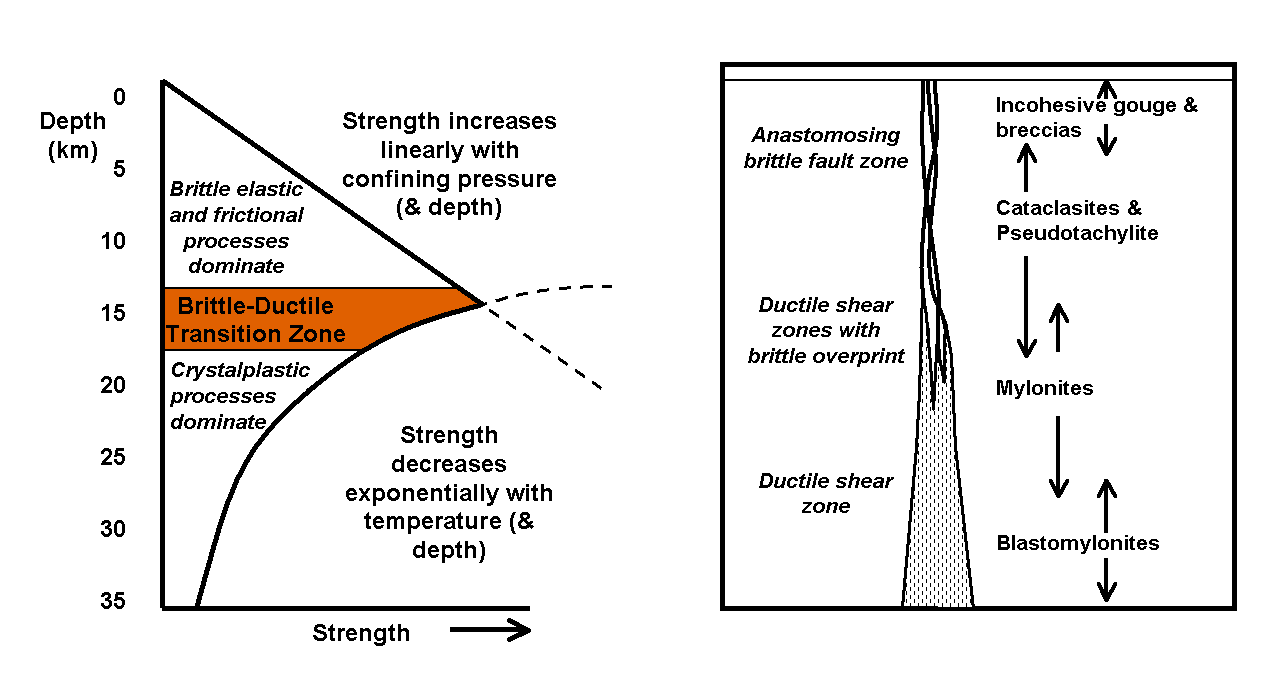
대륙 지각 내 깊이에 따른 강도 변화와 개념적인 수직 단층대에서 지배적인 변형 메커니즘 및 단층암의 변화를 그린 모습

취성-연성 전이대(Brittle–ductile transition zone, 이하 "전이대")는 상부의 더 취성이 강한 지각에서 하부의 더 연성이 더 강한 지각으로 전이하는 지구의 지각의 영역이다. 대륙 지각의 석영 및 장석이 풍부한 암석의 경우 전이대는 약 20 km 깊이, 250~400 °C의 온도에서 발생한다. 이 깊이에서 암석은 파괴될 가능성이 낮아지고, 물질의 취성 강도는 구속 압력에 따라 증가하는 반면 연성 강도는 온도 증가에 따라 감소하므로, 크리프 현상으로 연성적으로 변형될 가능성이 높아진다.

## 전이대의 깊이
전이대는 지구의 암석권에서 아래로 증가하는 취성 강도가 위로 증가하는 연성 강도와 같아지는 깊이에서 발생하며, 특징적인 "톱니 모양"의 지각 강도 프로파일을 제공한다. 따라서 전이대는 지각에서 가장 강한 부분이며 대부분의 지진이 발생하는 깊이이다. 그 깊이는 변형률과 온도 경사에 모두 의존한다. 느린 변형 및 높은 열전달에서는 더 얕고, 빠른 변형 및 낮은 열전달에서는 더 깊다. 지각 구성과 나이도 깊이에 영향을 미친다. 따뜻하고 젊은 지각에서는 더 얕고(~10~20 km), 차갑고 오래된 지각에서는 더 깊다(~20~30 km).

## 물리적 특성의 변화
전이대는 또한 지각의 전기 전도도 변화를 나타낸다. 약 10~15 km 두께의 지구 지각 상부 지역은 이 지역 전체에 흔히 분포하는 전자 전도 구조로 인해 전도성이 매우 높다. 반대로 지각 하부 지역은 저항성이 매우 높으며 전기 전도도는 깊이 및 온도와 같은 물리적 요인에 의해 결정된다. 전이대는 일반적으로 취성 암석에서 연성 암석으로의 전환을 나타내지만, 특정 조건에서는 예외가 존재한다. 응력이 빠르게 가해지면 전이대 아래의 암석이 파괴될 수 있다. 전이대 위에서는 공극 유체가 존재하고 응력이 점진적으로 가해지면 암석이 연성적으로 변형될 수 있다.

## 육상에서 노출된 사례
전이대에서 한때 활동했으며 현재 지표에 노출된 단층대 단면은 일반적으로 취성 및 연성 암석 유형의 복잡한 중첩을 보인다. 밀로나이트 쇄설물이 있는 캐터클레이사이트 또는 슈도타킬라이트 각력암이 흔하며, 연성적으로 변형된 캐터클레이사이트 및 슈도타킬라이트도 마찬가지이다. 이러한 단면은 전이대가 대부분의 천발 지진이 발생하는 지진대에 위치한 지질학적으로 활발한 지역에서 노출된다. 이 현상의 주요 예는 오스트리아 알프스의 잘차흐-엔스탈-마리아첼-푸흐베르크(SEMP) 단층계이다. 이 단층선을 따라 연구자는 전이대에서 구조 및 강도의 변화를 직접 관찰했다.

## 같이 보기
- 연성
- 진원층

## 참고 문헌
- A. G. Duba (1990). 《The Brittle-Ductile Transition in Rocks: The Heard Volume》. American Geophysical Union. ISBN 978-0-87590-025-4.
- Rolandone, F.; Bürgmann, R.; Nadeau, R. M. (2004), “The evolution of the seismic-aseismic transition during the earthquake cycle: Constraints from the time-dependent depth distribution of aftershocks”, 《Geophysical Research Letters》 31 (23): L23610, Bibcode:2004GeoRL..3123610R, doi:10.1029/2004GL021379, S2CID 3141059